# Múlatindur
Múlatindur è una montagna alta 786 metri sul mare situata sull'isola di Eysturoy, la seconda isola per grandezza dell'arcipelago delle Isole Fær Øer, in Danimarca.
È la quattordicesima montagna, per altezza, dell'intero arcipelago, e la quinta, sempre per altezza, dell'isola.